# Marrón HT
El marrón HT (denominado también Pardo HT) es un colorante de color marrón sintético empleado en la industria alimentaria que se código E155. Se trata de una sal sódica, aunque se permite el empleo de colorantes como sales cálcica y potásica.

## Usos
Se suele emplear en la industria cárnica como tinta de contacto para marcar carnes. En la industria chocolatera se emplea como sucedáneo del chocolate en la elaboración de productos del cacao. Se emplea igualmente en repostería como substituto del caramelo y en la panadadería.  

## Salud
La ingesta máxima diaria es de 1.5 mg/kg de peso corporal. Al igual que otros colorantes azoderivados puede causar en algunas personas reacciones alérgicas. Puede actuar como liberador de histamina, y puede intensificar los síntomas del asma. 